# 내일은 스타 (1982년 드라마)
《내일은 스타》(Fame)는 1982년 1월 7일부터 1987년 5월 18일까지 NBC와 방송 신디케이션을 통해 방영된 미국의 텔레비전 드라마이다. 1980년에 개봉한 동명 영화 《페임》을 바탕으로 만들어졌다.

## 출연
- 데비 앨런
- 올리비아 배러시
- 제시 보레고
- 리 커레리
- 신시아 기브
- 에리카 김플
- 재닛 잭슨
- 밸러리 랜즈버그
- 니아 피플스
- 진 앤서니 레이
- 로리 싱어
- 켄 스워퍼드
- 딕 밀러

## 같이 보기
- 페임 (1980년 영화)